# Vallées de la Double
Vallées de la Double este o arie protejată (sit de importanță comunitară — SCI) din Franța întinsă pe o suprafață de 4.520 ha, integral pe uscat.

## Localizare
Centrul sitului Vallées de la Double este situat la coordonatele 45°10′04″N 0°16′26″E / 45.16773°N 0.27391°E.

## Înființare
Situl Vallées de la Double a fost declarat arie specială de conservare în baza directivei 92/43 din 1992 referitoare la conservarea habitatelor naturale și a faunei și florei sălbatice pentru a proteja 12 specii de animale.

## Biodiversitate
Situată în ecoregiunea atlantică, aria protejată conține 9 habitate naturale: Mlaștini oligotrofe degradate, capabile încă de regenerare naturală, Pajiști umede atlantice temperate cu Erica ciliaris și Erica tetralix, Păduri aluvionare cu Alnus glutinosa și Fraxinus excelsior (Alno-Padion, Alnion incanae, Salicion albae), Păduri de stejar galițio-portugheze cu Quercus robur și Quercus pyrenaica, Pajiști cu Molinia pe soluri calcaroase, turboase sau argilos-nămoloase (Molinion caeruleae), Păduri acidofile de stejar bătrân cu Quercus robur pe câmpii nisipoase, Ape stătătoare oligotrofe până la mezotrofe, cu vegetație de Littorelletea uniflorae și/sau de Isoëto-Nanojuncetea, Liziere de ierburi înalte hidrofile de câmpie și de nivel montan până la alpin, Ape oligotrofe din câmpii nisipoase, cu un conținut foarte redus de minerale (Littorelletalia uniflorae).
La baza desemnării sitului se află mai multe specii protejate:
- mamifere (2): vidră de râu (Lutra lutra), nurcă (Mustela lutreola)
- nevertebrate (6): Austropotamobius pallipes, Coenonympha oedippus, fluturele auriu (Euphydryas aurinia), Gomphus graslinii, fluturele purpuriu (Lycaena dispar), Vertigo moulinsiana
- pești (3): zglăvoacă (Cottus gobio), Cottus perifretum, cicar (Lampetra planeri)
- reptile (1): țestoasa de baltă (Emys orbicularis)

Pe lângă speciile protejate, pe teritoriul sitului au mai fost identificate 1 specie de păsări.